# 1-氨甲基-5-甲氧基茚满
1-氨甲基-5-甲氧基茚满（简称AMMI），是一种由普渡大学的大卫·厄尔·尼科尔斯领导的团队开发的药物，它作为选择性血清素释放剂并与和DiFMDA具有相似亲和力的血清素转运蛋白结合。